# Giovanni DeCecca

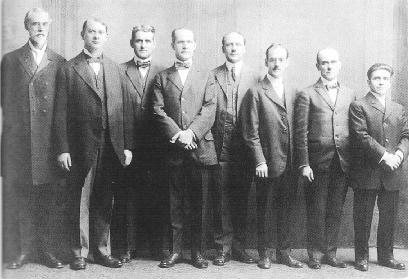
Członkowie Towarzystwa Strażnica w 1918 roku
(od lewej: W.E. Van Amburgh, J.F. Rutherford, A.H. Macmillan, R.J. Martin, F.H. Robison, C.J. Woodworth, G.H. Fisher, G. DeCecca)

Giovanni DeCecca (ur. 29 grudnia 1879 w Calitri, Królestwo Włoch, zm. 26 listopada 1965 w Nowym Jorku) – działacz religijny, członek Międzynarodowych Badaczy Pisma Świętego, później Świadków Jehowy. Od 1918 roku członek zarządu Towarzystwa Strażnica, pochodzenia włoskiego.

## Życiorys
Urodził się we włoskiej pobożnej katolickiej rodzinie. Od 5 roku życia pomagał rodzicom w gospodarstwie. Giovanni nauczył się czytać od ojca, który często czytał Biblię całej rodzinie. Lektura Pisma Świętego oraz rozmowy z księdzem spowodowały, że szybko rozczarował się religią katolicką. Decyzja ojca wywołała ogromny sprzeciw krewnych i przyjaciół. Wówczas rodzina zaczęła uczęszczać na nabożeństwa miejscowego kościoła baptystów. Jednak i tam nie uzyskała odpowiedzi na pytania biblijne. 
W roku 1900, gdy Giovanni miał 21 lat, wraz z rodziną przeniósł się do Stanów Zjednoczonych i osiedlił się w Connecticut. Szybko poznał język angielski w mowie i piśmie. Nadal też regularnie czytał Biblię.
W roku 1904 w miejscu pracy odwiedził go kolporter Towarzystwa Strażnica, oferując pomoc w studiowaniu Biblii. Otrzymał wówczas pierwsze trzy tomy Wykładów Pisma Świętego i uznał, że znalazł pomoc w zrozumieniu Biblii. W 1906 roku uczestniczył w konwencji Badaczy Pisma Świętego zorganizowanej w Asbury Park w stanie New Jersey. Spotkał tam Charlesa T. Russella, pierwszego prezesa Towarzystwa Strażnica, który zachęcił go by został kolporterem. W tym samym roku przyjął chrzest i mimo swoich obaw dał się zachęcić do usługiwania w charakterze kolportera.
W grudniu 1909 roku został zaproszony do pracy w Biurze Głównym w Nowym Jorku. Wkrótce został przydzielony do działalności kaznodziejskiej wśród Włochów. Zaczął wygłaszać przemówienia publiczne w języku włoskim w stanach Connecticut, Nowy Jork, Massachusetts, New Jersey i Pensylwania. W roku 1914 gdy Fotodrama stworzenia została przetłumaczona na język włoski, uczestniczył w pokazach czytając teksty i rozmawiając z widzami. 
15 sierpnia 1916 roku ożenił się z Grace May Harris, a ślubu udzielił im Charles T. Russell. Następnie pracował we włoskim dziale Biura Głównego, tłumacząc listy i pomagając rozsyłać korespondencję.
7 maja 1918 roku, jako nadzorca biura, wraz siedmioma innymi członkami Towarzystwa Strażnica został niesłusznie oskarżony o szpiegostwo na rzecz Niemiec, działalność wywrotową i zdradę stanu. Władze federalne Stanów Zjednoczonych wydały nakaz jego aresztowania, co nastąpiło 8 maja 1918 roku. Tego samego dnia został osadzony w więzieniu przy Raymond Street w nowojorskim Brooklynie. Podczas procesu otrzymał łagodniejszą karę niż inni – cztery wyroki po 10 lat więzienia, które miał odsiadywać równocześnie. 4 lipca 1918 roku wraz z pozostałymi został osadzony w więzieniu federalnym w Atlancie w stanie Georgia. 26 marca 1919 roku wraz z innymi skazanymi został zwolniony z więzienia, a 5 maja 1950 roku został całkowicie oczyszczony z zarzutów.
Po uwolnieniu ponownie podjął wolontariat w Biurze Głównym, uczestnicząc wraz z żoną w wielu historycznych kongresach Świadków Jehowy. W roku 1951 i 1955 został wysłany z wizytą do Włoch, gdzie w zborach wygłaszał przemówienia. Podczas podróży w 1955 roku był wraz żoną obecny wśród kilku tysięcy delegatów, osób które zwiedziły Europę, uczestnicząc w kongresach pod hasłem „Tryumfujące Królestwo” w wielu miastach, m.in. w Rzymie.
Członkiem bruklińskiej rodziny Betel pozostał do śmierci w roku 1965. Został pochowany na cmentarzu na Farmie Strażnicy w Wallkill w stanie Nowy Jork w Stanach Zjednoczonych.